# Рокси Пантер
Рокси Пантер (англ. Roxy Panther), настоящее имя Сандра Охиди (венг. Óhidi Szandra, род. 20 октября 1987 года, Будапешт) — венгерская порноактриса и эротическая модель.

## Биография
Родилась 20 октября 1987 г. в Будапеште, столице Венгрии. Начала карьеру в порноиндустрии в 2006 году, в возрасте 19 лет.
Известна под несколькими сценическими именами — Roxy, Roxy Pantera, Sandra Black и Sandra B.
Работала с такими режиссёрами, как Мануэль Феррара, Эрве Бодилис и Этан Кейн. Позже работала исключительно для Pierre Woodman Entertainment.
Участница боди-арт-фотосессии (роспись по телу) в преддверии чемпионата мира по футболу 2006 года (роспись формы сборной США на теле).
В 2007 году она участвовала в Международном фестивале эротических фильмов в Барселоне, Испания и на выставке Venus Erotic в Берлине, Германия.
В 2009 году получила две номинации на премию AVN — лучший иностранный артист и лучшая сексуальная сцена зарубежного производства.

## Награды и номинации
| Год  | Премия     | Результат | Номинация                                          | Работа                          |
| ---- | ---------- | --------- | -------------------------------------------------- | ------------------------------- |
| 2009 | AVN Awards | Номинация | Лучшая сексуальная сцена иностранного производства | Pornochic 15: Mélissa           |
| 2009 | AVN Awards | Номинация | Иностранная артистка года                          | н/д                             |
| 2009 | Hot d’Or   | Номинация | Лучшая европейская актриса                         | Dorcel Airlines: Paris/New-York |